# Rinbesihat
Rinbesihat is een bestuurslaag in het regentschap Belu van de provincie Oost-Nusa Tenggara, Indonesië. Rinbesihat telt 1791 inwoners (volkstelling 2010).